# Amir (album d'Henri Texier)
Pour les articles homonymes, voir Amir.
Albums de Henri Texier
Varech
(1977)
Amir est le premier album en solo du contrebassiste de jazz français Henri Texier sorti en 1976 chez Eurodisc.
Henri Texier joue tout ce que l'on entend sur ce disque, en utilisant la technique du « re-recording » : contrebasse, oud, flûte, bombarde, Fender-Bass, percussions, voix... On retrouve le même principe sur son album suivant, Varech.

## Pistes
Toute la musique est composée par Henri Texier (sauf Le Piroguier par Jean Sauvielle).
| No | Titre                                   | Durée |
| -- | --------------------------------------- | ----- |
| 1. | Amir                                    | 4:04  |
| 2. | Le Sage, Le Singe Et Les Petits Enfants | 7:45  |
| 3. | Hommage                                 | 4:03  |
| 4. | Le Piroguier                            | 4:19  |
| 5. | Homme Rouge                             | 5:20  |
| 6. | Les Korrigans                           | 5:15  |
| 7. | Quand Tout S'Arrête                     | 1:28  |

## Crédits
- Henri Texier : contrebasse, oud, flûte, bombarde, Fender-Bass, percussions, voix